# 生物决定论
生物决定论（英語：Biological determinism），或遗传决定论（英語：genetic determinism），认为人类行为无论是在胚胎发育还是学习中都直接受个体基因或其生理组成部分的控制，而非通常受环境的影响。遗传还原论是一个类似的概念，但它与遗传决定论不同，前者指的是理解的层面，而后者指的是基因所起的据称的因果作用。生物决定论与科学和社会领域的运动有关，包括优生学、科学种族主义以及围绕智商遗传性、性取向基础和社会生物学的争论。